# Volksschule

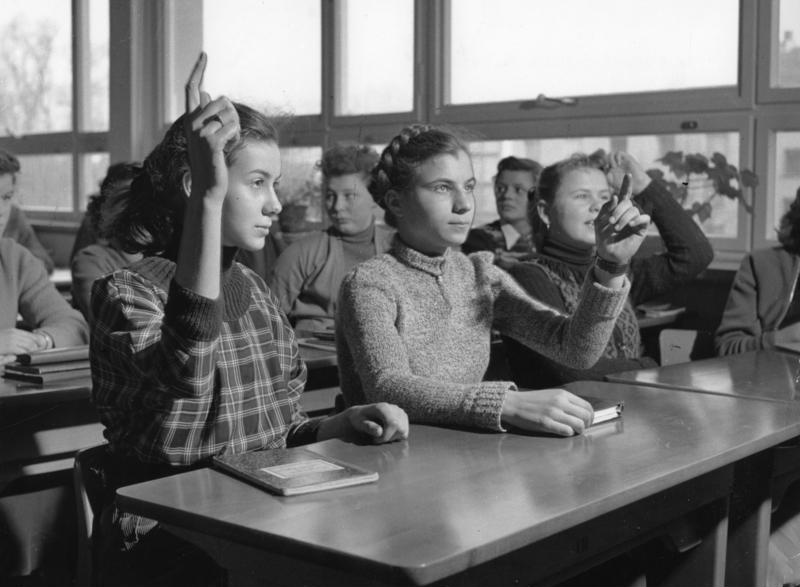
Estudiantes de la Münsterschule en Bonn en 1954

El término alemán Volksschule generalmente se refiere a la educación obligatoria, que denota una institución educativa a la que se requiere que todas las personas (es decir, el pueblo, Volk) asistan.
En Alemania y Suiza es equivalente a una educación primaria combinada (Grundschule y Primarschule, respectivamente) y secundaria inferior (Hauptschule o Sekundarschule), que generalmente incluye una asistencia obligatoria durante un período de nueve años. En Austria, Volksschule se usa únicamente para la escuela primaria desde el primer año hasta el cuarto año. En los países nórdicos se conocen como Folkskolen y en finés, en una traducción directa, como Kansakoulu; estas escuelas cubren los primeros años de educación primaria, desde los 7 hasta los 11 o 12 años.

## Historia
En la época medieval, las escuelas de la Iglesia se establecieron en el Sacro Imperio Romano para educar a los futuros miembros del clero, según lo estipulado por el Cuarto Concilio de Letrán de 1215, más tarde adoptado por las escuelas dominicales de la Reforma protestante. Las primeras escuelas seculares siguieron durante el movimiento del pietismo, desde finales del siglo XVII en adelante, y fueron promovidas por los defensores de la Ilustración. En 1717, el rey Federico Guillermo I de Prusia decretó la educación obligatoria de los niños de cinco a doce años. Tenían que ser capaces de leer y escribir y se vieron obligados a memorizar el catecismo protestante. En 1763 el rey Federico el Grande promulgó una primera ley general de la escuela prusiana, elaborada por el teólogo Johann Julius Hecker.
Volksschulen similares se establecieron en el Electorado de Sajonia y en las partes de habla alemana de la Monarquía de los Habsburgo, respaldados por Johann Ignaz von Felbiger, a través de un sistema de escuelas primarias de un solo salón apoyadas por el Estado. La asistencia era supuestamente obligatoria, pero un censo de 1781 revela que solo asistía una cuarta parte de los niños en edad escolar. En ese momento, este era uno de los pocos ejemplos de escolarización apoyada por el Estado. Enviar a los hijos a la escuela comenzó a ser obligatorio por ley, solo desde 1840 en el Imperio austríaco.